# Drukpa Kagyü
El Drukpa Kagyü (en dzongkha: འབྲུག་པ་བཀའ་བརྒྱུད), o simplemente Drukpa, es una rama de la escuela Kagyü del budismo tibetano. Se trata de una de las escuelas Sarma o de «nueva traducción» del budismo tibetano. El linaje Drukpa fue fundado en la provincia de Ü-Tsang por Tsangpa Gyare (1161-1211), y más tarde llegó a tener influencia en Ladakh y en Bután.
Dentro del linaje Drukpa existen otras subescuelas, entre las que destacan la tradición oriental Kham y la escuela media Drukpa, que prosperó en Ladakh y en sus alrededores. En Bután, el linaje Drukpa es la escuela dominante y la religión estatal.

## Monasterios
Entre los monasterios importantes de la orden Drukpa se encuentran:
- El monasterio Ralung, en el Tíbet central, al norte de Bután
- El monasterio de Druk Sangag Choeling[
- El monasterio de Hemis
- El Dzong Punakha, sede invernal del Dratshang Lhentshog
- El Dzong Tashichho, que alberga el Dratshang Lhentshog en verano
- El monasterio de Namdruk
- El monasterio de Kardang, el principal de Lahaul

Fuentes: